# 未成年人
未成年人（未成年者或未成人）是一个社会学和法学概念，即尚未发育成熟的人，与成年人相对应。大多数国家的法定成人年龄为18岁。
未成年人通常会受到法律的额外保护，例如可免于部分刑事处罚，但同时其权利也会受到一定限制，例如签订合同、驾驶机动车、結婚、投票、飲酒、购买彩票、性交等。此外，不同的社会和地區对未成年人的心理状态、社会责任、法律责任等有不同于成年人的要求和社会规范，例如达到指定年齡的未成年人需要接受義務教育。
中华人民共和国针对未成年人的法律有《未成年人保护法》和《预防未成年人犯罪法》等。
1. ↑  . www.moj.gov.cn.   [2025-02-23]. （原始内容存档于2024-06-02）.
2. ↑  . www.moe.gov.cn.   [2025-02-23]. （原始内容存档于2025-02-23）.